# Hamburg-Harvestehude

Beim Waisenhause 1855 (heute Harvestehuder Weg/Frauenthal)

Harvestehude ist ein Stadtteil im Bezirk Eimsbüttel der Freien und Hansestadt Hamburg. Der Stadtteil besteht in seinem Kern aus einem Gründerzeitviertel.

## Geographische Lage
Harvestehude liegt auf einem Geestrücken westlich der Außenalster. Im Süden schließt der Stadtteil Rotherbaum an und im Westen Eimsbüttel. Im Norden trennt der Isebekkanal Harvestehude von den Stadtteilen Eppendorf und Hoheluft-West und -Ost. Zu Harvestehude gehören die Grindelhochhäuser, der größte Teil von Pöseldorf und das Klosterland rund um den Innocentiapark. Am östlichen Rand, am Alstervorland, verläuft der Harvestehuder Weg.

## Name
Der Name geht zurück auf das ehemalige Kloster Harvestehude, das von 1293 bis 1530 nordwestlich des heutigen Eichenparks lag. Dabei handelt es sich um eine Übertragung vom vormaligen Standort des Klosters, Herwardeshude am Pepermölenbek bei dem späteren Altona. In der wörtlichen Übersetzung wäre die Bedeutung Stapelplatz (Hude) des Hüters des Heeres (Herward), allerdings war der Name Herward in der Literatur des 12. und des 13. Jahrhunderts ein regional überaus gebräuchlicher Name, so dass die naheliegende Vermutung ist, ein gewisser Herward habe die Anlegestelle an diesem Ort, dem Pepermöhlenbek, gegründet. Nach dem Umzug an die Alster nannten die Nonnen ihr Kloster „In valle virginum“ (Jungfrauenthal), doch der volkstümliche Name blieb Die Frauen von Herwardeshude, aus dem sich schließlich in sprachlicher Veränderung und aus Wortspielerei der Name Harvestehude entwickelte. Der Hamburger Geschichten- und Sagenschreiber Otto Beneke führte dazu aus, dass diesen Ort „manche gute Hamburger, da ein Winterhude gegenüber liegt, auch wohl Herbstehude nennen und zwar gar nicht so irrig, denn ‚Harvest‘ ist das plattdeutsche Wort für Herbst.“

## Geschichte
1530 wurde das Kloster abgebrochen und in städtische Verwaltung übernommen. 1860 kaufte ein „Consortium Hamburger Bürger“ das Gut Harvestehude auf, erschloss das Land durch ein planmäßiges Straßennetz und verkaufte es weiter – meist an Immobilienspekulanten, die auf den parzellierten Grundstücken Villen und vornehme Etagenhäuser zum Verkauf und zur Vermietung an Angehörige der Hamburger Oberschicht und des Mittelstandes errichteten. Harvestehude wurde zu einem der vornehmsten Viertel Hamburgs. Der Name des zu Harvestehude gehörenden „Pöseldorf“ soll von „pöseln“ abgeleitet sein, was so viel wie „gärtnerisches Herumwirtschaften ohne großen wirtschaftlichen Erfolg“ bedeutete.
Als 1813 die wenigen Häuser in diesem Gartengebiet abbrannten, wurden hier zwischen Pöseldorfer Weg und Magdalenenstraße Remisen und Häuser für Kutscher, Handwerker, Krämer und Dienstboten gebaut.
Im Zweiten Weltkrieg wurde das Gebiet Grindelberg/Oberstraße/Brahmsallee/Hallerstraße stark zerstört. Zwischen 1949 und 1956 wurden dort die Grindelhochhäuser gebaut. Die britische Besatzungsmacht war Auftraggeber für den Bau der zwölf Hochhäuser mit acht bis 14 Geschossen. Später wurden sie durch die SAGA (Gemeinnützige Siedlungs-AG Hamburg) verwaltet.
Als 2015 in einem ehemaligen Kreiswehrersatzamt Asylbewerber untergebracht werden sollten, haben Einwohner des Stadtteils dagegen geklagt. Das Hamburger Verwaltungsgericht und das Oberverwaltungsgericht gaben ihrem Eilantrag statt und verfügten einen Baustopp. Laut Bebauungsplan, der noch aus den 50er-Jahren stammt, liege das Gebäude in einem „besonders geschützten Wohngebiet“, in dem keine soziale Einrichtung wie ein Flüchtlingsheim stehen dürfe. Daher ändert die Stadt Hamburg aktuell den Bebauungsplan, um die Umnutzung zu ermöglichen.

## Statistik
(Quelle: )
- Anteil der unter 18-Jährigen: 14,7 % [Hamburger Durchschnitt: 16,8 % (2023)]
- Anteil der über 64-Jährigen: 21,1 % [Hamburger Durchschnitt: 17,8 % (2023)]
- Ausländeranteil: 14,7 % [Hamburger Durchschnitt: 20,7 % (2023)]
- Arbeitslosenquote: 4,1 % [Hamburger Durchschnitt: 6,2 % (2023)]

Harvestehude gehört zu den reichsten Stadtteilen Hamburgs. Das durchschnittliche Einkommen je Steuerpflichtigen beträgt hier 112.004 Euro jährlich (2020), der Hamburger Gesamtdurchschnitt liegt bei 48.035 Euro.

## Politik

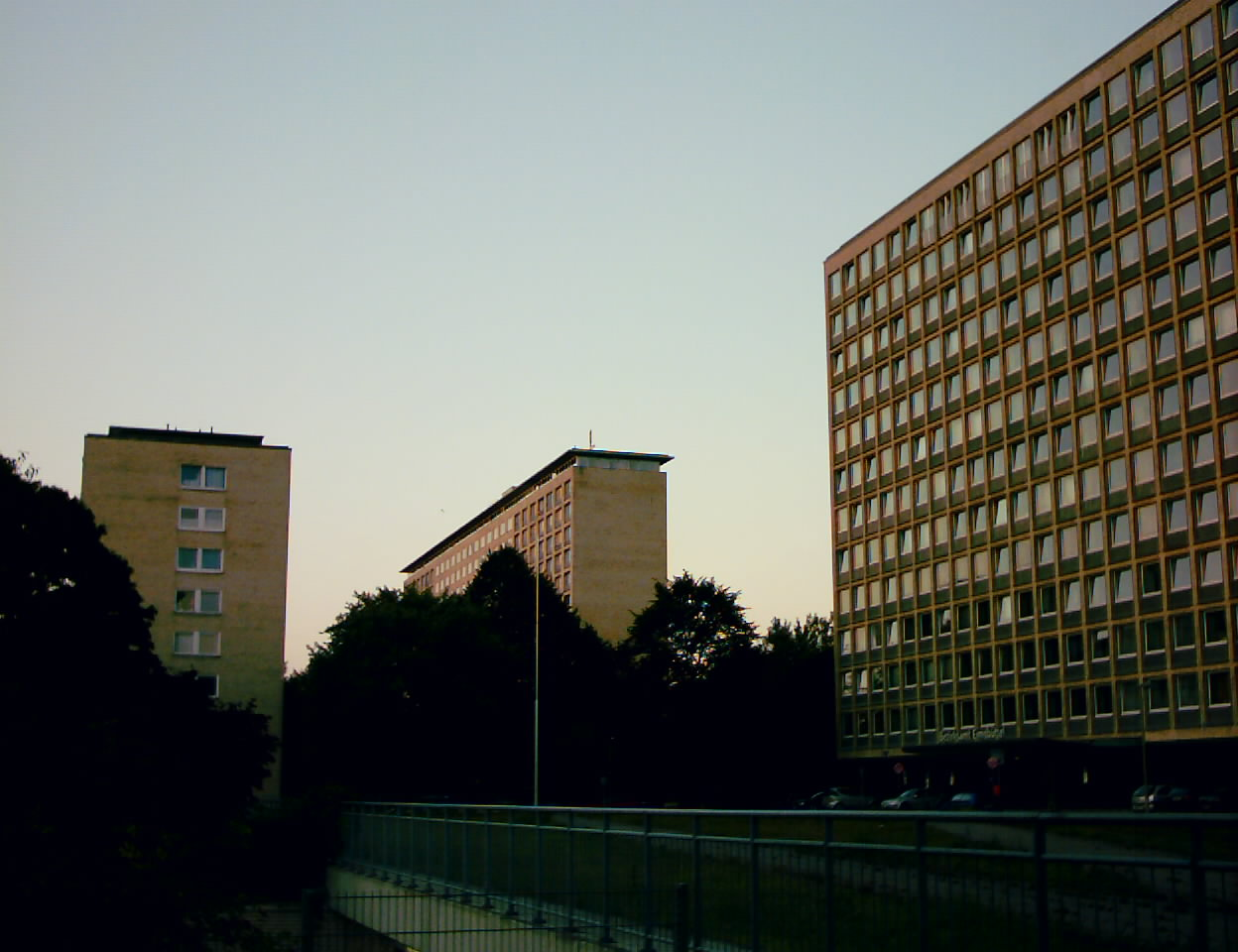
Grindelhochhäuser – Bezirksversammlung

Für die Wahl zur Hamburgischen Bürgerschaft gehört Harvestehude zum Wahlkreis Rotherbaum – Harvestehude – Eimsbüttel-Ost.

### Wahlergebnisse
| Bürgerschaftswahl | CDU    | SPD    | Grüne1) | Linke2) | FDP    | AfD    | Übrige   |
| ----------------- | ------ | ------ | ------- | ------- | ------ | ------ | -------- |
| 2025              | 30,8 % | 26,4 % | 20,3 %  | 07,3 %  | 05,6 % | 03,9 % | 05,8 %   |
| 2020              | 12,8 % | 34,0 % | 27,8 %  | 07,4 %  | 10,8 % | 02,7 % | 04,5 %   |
| 2015              | 17,6 % | 37,9 % | 13,3 %  | 07,4 %  | 17,0 % | 03,7 % | 03,1 %   |
| 2011              | 23,2 % | 41,4 % | 13,3 %  | 05,3 %  | 12,9 % | –      | 03,9 %   |
| 2008              | 47,7 % | 28,5 % | 10,8 %  | 04,5 %  | 07,4 % | –      | 01,0 %   |
| 2004              | 50,3 % | 26,1 % | 15,6 %  | –       | 04,4 % | –      | 03,6 %   |
| 2001              | 27,0 % | 35,0 % | 12,1 %  | 00,3 %  | 11,3 % | –      | 14,3 %3) |
| 1997              | 34,3 % | 28,1 % | 19,0 %  | 00,7 %  | 06,9 % | –      | 11,0 %4) |
| 1993              | 26,9 % | 31,3 % | 19,9 %  | –       | 08,0 % | –      | 13,9 %5) |
| 1991              | 39,1 % | 36,5 % | 11,7 %  | 00,8 %  | 09,5 % | –      | 02,4 %   |
| 1987              | 41,6 % | 37,3 % | 09,5 %  | –       | 10,8 % | –      | 00,8 %   |
| 1986              | 45,4 % | 29,2 % | 15,1 %  | –       | 09,6 % | –      | 00,7 %   |
| Dez. 1982         | 46,8 % | 36,8 % | 11,2 %  | –       | 04,5 % | –      | 00,7 %   |
| Juni 1982         | 50,5 % | 29,8 % | 12,2 %  | –       | 06,1 % | –      | 01,4 %   |
| 1978              | 48,8 % | 32,8 % | 07,5 %  | –       | 07,8 % | –      | 03,1 %   |
| 1974              | 56,3 % | 26,7 % | –       | –       | 13,2 % | –      | 03,8 %   |
| 1970              | 46,2 % | 36,5 % | –       | –       | 12,1 % | –      | 05,2 %   |
| 1966              | 45,0 % | 38,5 % | –       | –       | 10,9 % | –      | 05,6 %6) |

1) 1978 als Bunte Liste – Wehrt Euch, 1982 bis 2011 als Grüne/GAL.

2) 1991 und 1997 als PDS/Linke Liste, 2001 als PDS.

3) Darunter 11,2 % für die Schill-Partei.

4) Darunter 5,2 % für die Statt Partei.

5) Darunter 7,4 % für die Statt Partei.

6) Darunter 5,4 % für die NPD.
Bei Bezirksversammlungswahlen gehört der Stadtteil zum Wahlkreis Harvestehude / Rotherbaum. Bei Bundestagswahlen zählt Rotherbaum zum Bundestagswahlkreis Hamburg-Eimsbüttel.

## Kultur und Sehenswürdigkeiten

### Musik
Im Stadtteil Harvestehude ist der NDR in der Rothenbaumchaussee 132 mit der NDR-Hörfunk-Zentrale sowie dem Landesfunkhaus im Funkhaus an der Rothenbaumchaussee vertreten. In direkter Nachbarschaft befindet sich der Konzertsaal Rolf-Liebermann-Studio des NDR.
Am Klosterstern findet ein großes Angebot an Kulturveranstaltung durch die Hauptkirche St. Nikolai am Klosterstern statt. Orgel-, Bläser-, Orchester- sowie Chorkonzerte der ansässigen Chöre (Kantorei St. Nikolai, Seniorenkantorei St. Nikolai, Männerensemble Vocallegro) werden neben Kultur- und Bildungsveranstaltungen des Kolleg St. Nikolai angeboten.
Das Kammerorchester Hamburger Camerata hat ihren Sitz in der Hauptkirche St. Nikolai am Klosterstern.

### Bauwerke
Der Stadtteil wird geprägt durch zahlreiche Villen und herrschaftliche Wohnhäuser, die ab etwa 1870 vorerst im Stil des Historismus gebaut wurden. Nach 1900 setzte sich in Harvestehude zunehmend der Jugendstil durch. Neuere Häuser entstanden nach dem Ersten Weltkrieg meist in den wenigen verbliebenen Baulücken oder insbesondere in den 1950er Jahren auf den Trümmern der Bombardierungen des Zweiten Weltkriegs.
Der Abriss historischer Bausubstanz erreichte in den 1970er Jahren in Harvestehude seinen  Höhepunkt. Meist wichen Villen auf großen Grundstücken Appartementkomplexen. Auch heute noch kommt es immer wieder vor, dass historische Bausubstanz abgerissen wird, beispielsweise zuletzt im Sommer 2007 eine Villa des so genannten „romantischen Historismus“ aus den 1850er Jahren am Mittelweg.
Die Grindelhochhäuser sind die ersten Hochhäuser, die 1946 bis Mitte der 1950er Jahre zu Wohnzwecken gebaut wurden.
Die (neue) Hauptkirche St. Nikolai am Klosterstern wurde in den 1960er Jahren als Ersatz für die ausgebombte ehemalige Hauptkirche St. Nikolai in der Altstadt gebaut. Sehenswert sind das Kirchenfenster von Elisabeth Coester und das Altarbild von Oskar Kokoschka.
Die katholische Kirche St. Elisabeth wurde 1926 zusammen mit dem Pfarrhaus an der Ecke Hochallee/Oberstraße errichtet. Abgesehen vom asymmetrischen Turm und der Verkleidung mit Werksteinen ist das Kirchgebäude äußerlich wenig auffällig.
Die neugotische Kirche St. Johannis Harvestehude, erbaut 1880 bis 1882, lag ursprünglich im Stadtteil und ist dort heute als Gemeinde aktiv. Gelegen ist das Gebäude allerdings heute im Stadtteil Rotherbaum.
Im vierten Stockwerk des Hauses Alsterchaussee 5 eröffnete Helmuth Gmelin im März 1948 das Theater im Zimmer. Im Mai 1952 zog das Theater aus Platzgründen auf die andere Straßenseite (Nr. 30) in eine aus dem 19. Jahrhundert stammende Villa um. 
Von 1959 bis 2008 befand sich mit dem Ufa-Palast am Grindel, kurz Grindel-Kino genannt, ein stadtweit beliebtes Kino an der Straße „Grindelberg“.

### Sport
Das Tennisstadion am Rothenbaum liegt auf dem Gelände des „Der Club an der Alster“, der dort seit 1933 beheimatet ist.
Parallel zur Straße „Schlankreye“ und in der Nähe der Straße „Grindelberg“ fanden zwischen 1885 und 1906 auf der Grindelbergbahn Radrennen statt.

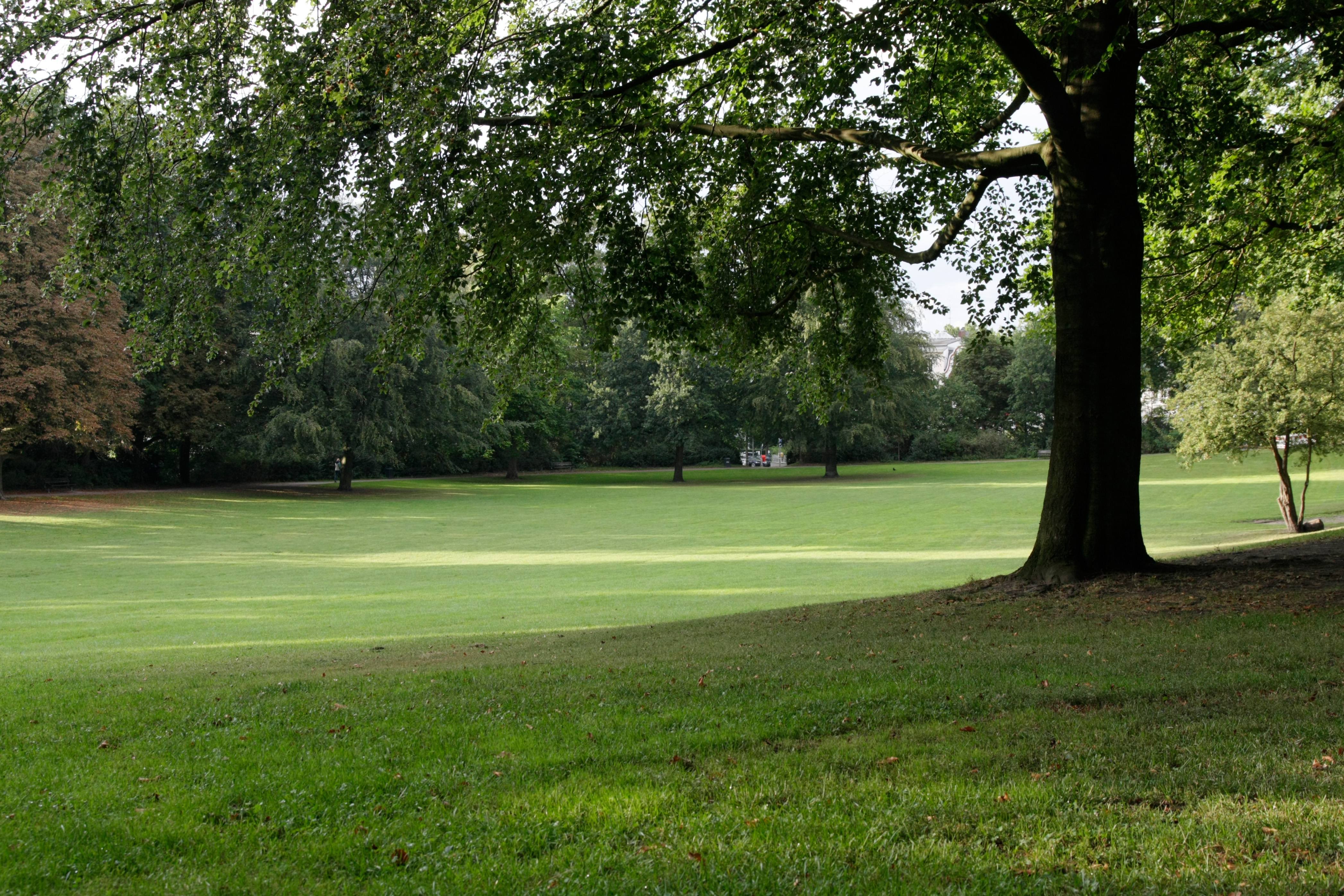
Innocentiapark

### Parks
Der im Osten des Stadtteils direkt an der Außenalster gelegene Alsterpark (auch als Alstervorland bekannt) wurde anlässlich der Internationalen Gartenbauausstellung 1953 geschaffen. Dazu wurden die zuvor bis an die Außenalster reichenden Privatgrundstücke von der Stadt erworben. Hierzu zählt auch der Eichenpark. Weitere Parks im Stadtteil sind der Innocentiapark, der Bolivarpark bei der Nikolai-Kirche sowie der im Norden ebenfalls an der Alster gelegene Heilwigpark. Der in Stadtplänen bezeichnete Licentiatenberg ist ein kleiner Park am Ende der Straße Mittelweg, die vom Harvestehuder Weg gekreuzt wird.

### Isemarkt
Der Isemarkt ist ein beliebter Wochenmarkt, der in der parallel zum Isebekkanal verlaufenden Isestraße unter dem dortigen U-Bahn-Viadukt abgehalten wird. Mit einer Länge von 970 Metern soll er Europas längster Freiluftmarkt sein.
Markttage sind jeweils dienstags und freitags von 8:30 bis 14 Uhr. Fällt ein Feiertag auf einen dieser Wochentage, wird der Markt am Tag davor abgehalten.

## Wirtschaft und Infrastruktur

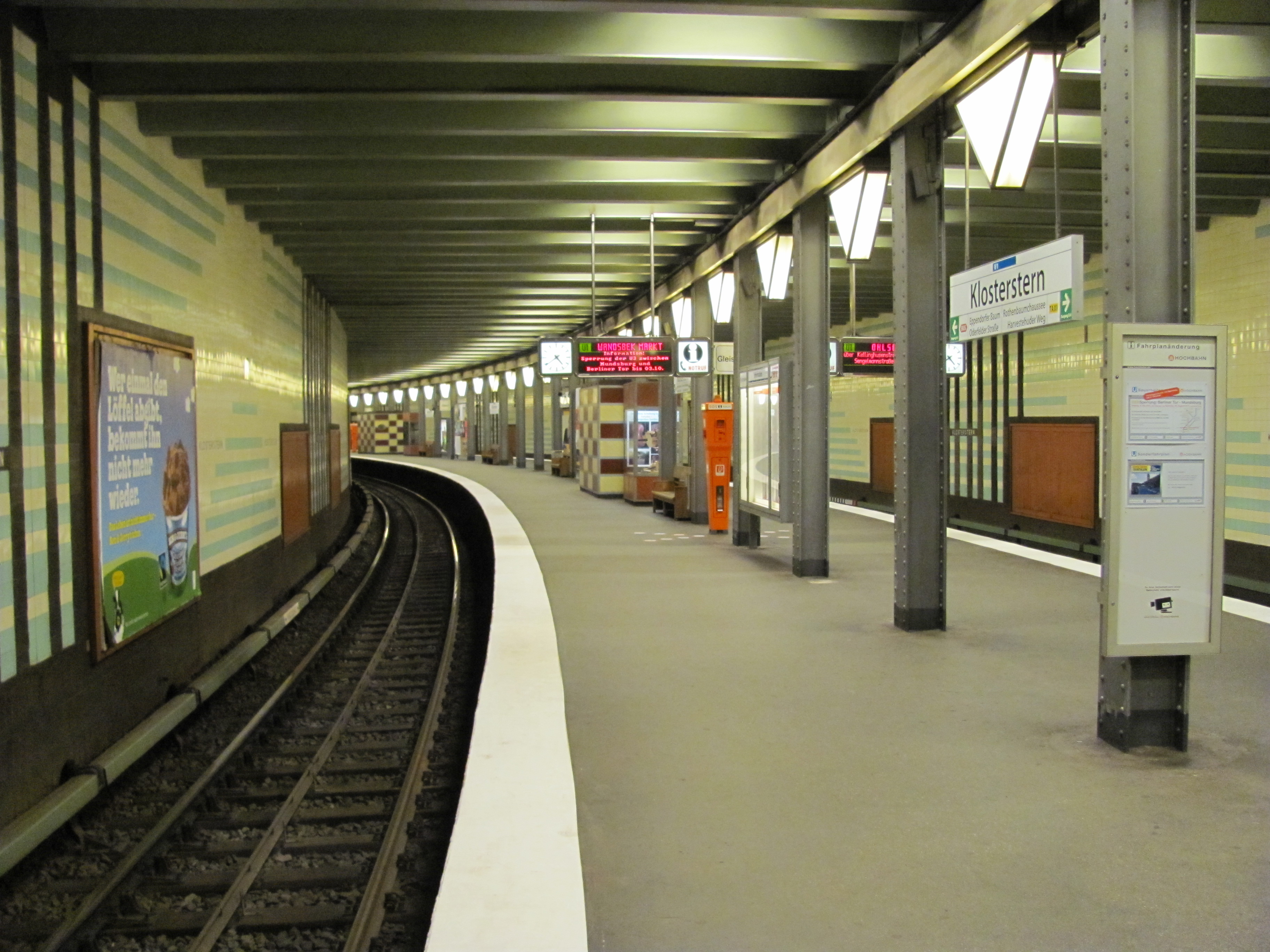
U-Bahn-Station Klosterstern

Harvestehude gilt als der Stadtteil in Hamburg mit den am dritt-einkommensstärksten Bürgern. Zudem sind hier die Mieten die höchsten im Stadtgebiet.

### Verkehr
Die U-Bahn-Linien U1 (mit den Stationen Hallerstraße und Klosterstern) und U3 (mit den Stationen Hoheluftbrücke und Eppendorfer Baum) durchqueren den Stadtteil. Die stark frequentierte Metrobuslinie 5 führt am Grindelberg durch den Stadtteil, die Linie 15 führt durch die Hallerstraße an dessen Südgrenze, die Linie 19 durchquert den Ostteil von Harvestehude, entlang des Mittelwegs.

### Öffentliche Einrichtungen
In einem der Grindelhochhäuser ist das Bezirksamt Eimsbüttel untergebracht.
Im Gebäude Sophienterrasse 1 befand sich das Kreiswehrersatzamt Hamburg, dessen Gebäude mittlerweile als Flüchtlingsunterkunft genutzt wird.

### Medien
Der Norddeutsche Rundfunk (NDR) hat seinen Sitz in Harvestehude. Das Funkhaus wird umgangssprachlich als Funkhaus am Rothenbaum bezeichnet, da es an dem Teil der Rothenbaumchaussee liegt, der in Harvestehude verläuft. Die Ganske-Verlagsgruppe hat ihren Sitz am Harvestehuder Weg.

## Persönlichkeiten
- Paul Michael Mendel (1873–1942) bewohnte zusammen mit seiner Ehefrau vor der Deportation ins Ghetto Theresienstadt zuletzt zwei Zimmer in der Pension der Cläre Lehmann in der Heilwigstraße 46.
- Julius Schindler (1878–1941), Gründer der Oelwerke Julius Schindler G.m.b.H. und der Tankschiff-Reederei Julius Schindler G.m.b.H., bewohnte mit seiner Familie von 1917 bis 1931 die Stadtvilla Nonnensteig 19.[15]
- Seit 2012 wohnt Vicky Leandros in Harvestehude.